# Spermophora lambilloni
Spermophora lambilloni là một loài nhện trong họ Pholcidae. Loài này có ở Grand Comoro và quần đảo Comoro.